# Mi salida contigo
Supongo que lo sabes è un singolo del gruppo musicale statunitense Ha*Ash, pubblicato il 29 agosto come terzo singolo dal sesto album in studio Haashtag.
Il singolo ha visto la collaborazione della cantante messicana Kenia Os.

## Descrizione
La traccia, segna la prima collaborazione tra i due artisti. È stata scritta da Ashley Grace, Hanna Nicole, Kenia Flores, Edgar Barrera, Alan Saucedo e Sofia Thompson.

## Video musicale
Il videoclip è stato girato nel 2022. È stato pubblicato su YouTube il 29 agosto 2022 in concomitanza con l'uscita del brano.

## Tracce
Download digitale
1. Mi salida contigo (feat. Kenia Os) – 2:55 (Ashley Grace, Hanna Nicole, Kenia Flores, Edgar Barrera, Alan Saucedo e Sofia Thompson)

## Formazione
- Ashley Grace - voce
- Hanna Nicole - voce
- Kenia Os - voce
- Jean Rodríguez - voci di sottofondo, ingegneria di registrazione
- Pete Wallace - pianoforte, ingegneria di registrazione, programmazione
- Camilo Velandia - chitarra, banjo
- George Noriega - basso elettrico, produzione, programmazione, ingegneria di registrazione
- Juan Camilo Escorcia - fisarmonica
- Mike Fuller - mastering
- Javier Garza - missaggio
- Camilo Velandia - ingegneria di registrazione
- Matt Calderín - batteria
- Lee Levin - ingegneria di registrazione
- Daniel Galindo - ingegneria di registrazione